# ロマン長崎号

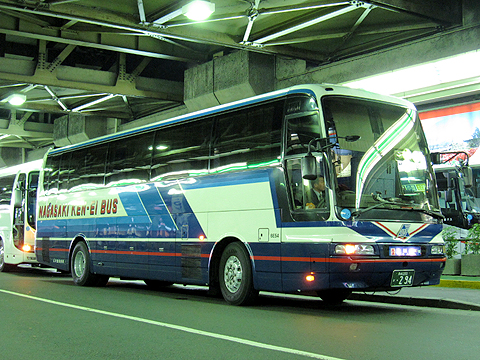
ロマン長崎号（長崎県営バス）

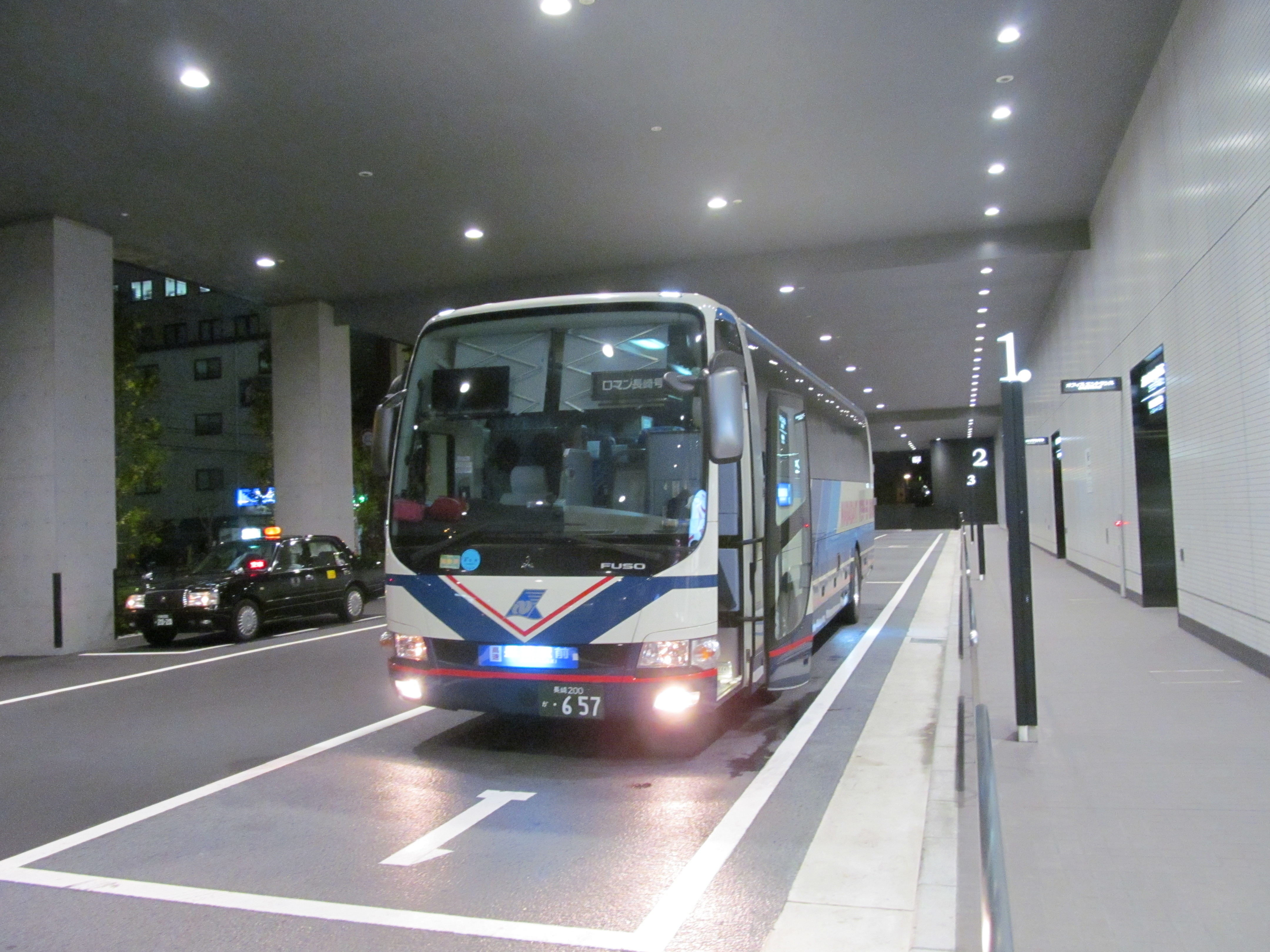
ロマン長崎号（長崎県営バス）エアロエース

ロマン長崎号（ろまんながさきごう）は、日本の高速バス。2013年6月1日の到着をもって廃止。

## 概要
長崎県長崎市と大阪府大阪市を山陽自動車道経由で結んでいた夜行高速バスである。同じ長崎 - 大阪（- 京都）を結ぶ路線にはオランダ号（こちらは現役）もあり、競合関係にあった。
長崎県交通局と阪急観光バスにより運行されており、日本で唯一、公営バスが運行する夜行高速バス路線であった。この廃止によって長崎県交通局が運行していた長崎県内と本州方面とを結ぶ夜行高速バス路線は消滅することとなった。

## 運行会社・使用車両
- 長崎県交通局（長崎県営バス）　
  - 担当営業所：長崎営業所
  - 原則として三菱ふそう・エアロエース・BKG-MS96JPまたは三菱ふそうエアロクィーンI ・KL-MS86MPを使用。
- ロマン長崎号（阪急観光バス）阪急観光バス
  - 担当営業所：本社営業所

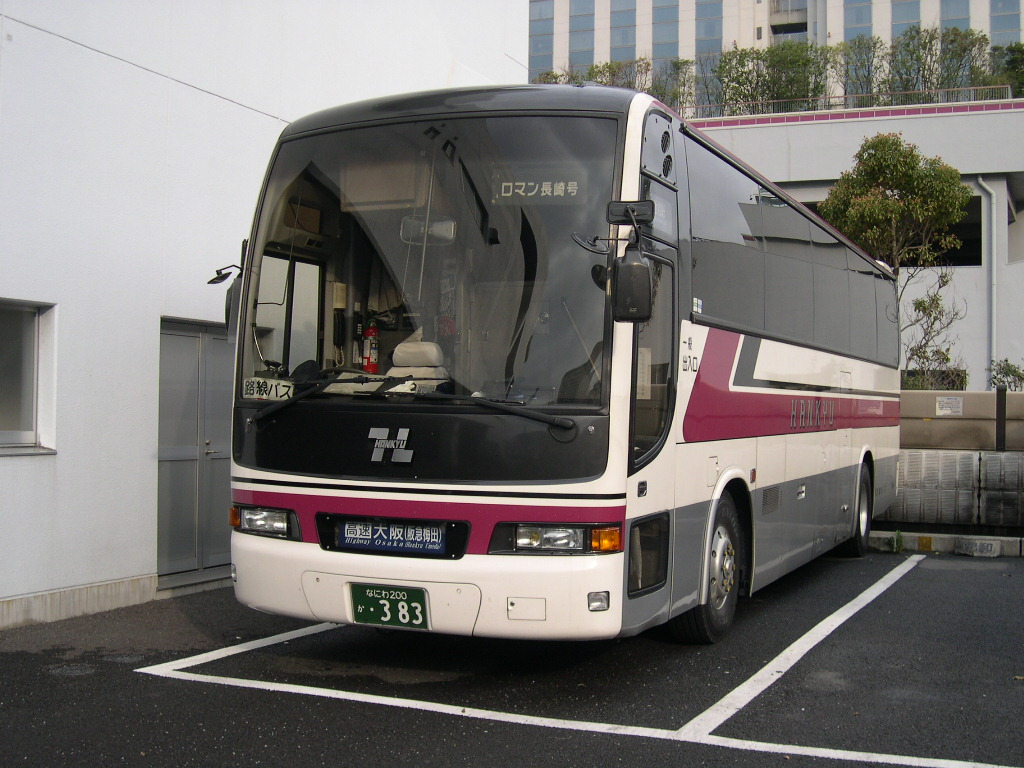
ロマン長崎号（阪急観光バス）

  - 原則として三菱ふそうエアロクィーンI（西工ネオロイヤルSD-II）KC-MS822PまたはKL-MS86MPが使用される。
    - 両社が隔日運行。

## 沿革
- 1989年3月20日 - 運行開始[1]。当初は中国自動車道経由。
- 1997年 - 山陽自動車道全通に伴い経路変更。
- 2003年 - 大阪側の運行会社を阪急バスから阪急観光バスに移管。
- 2011年10月1日 - 「神戸三宮」（三宮バスターミナル（ミント神戸））停留所を新設し、「西宮名塩」「西宮北インター」停留所を廃止[2]。
- 2013年6月1日 - 関西地区からの航空路増設等による利用者数の減少により、路線を廃止[3]。この日を以て長崎県営バスは本州方面夜行便の運行から撤退。

## 運行経路・停車箇所
太字は停車停留所。関西地区の各停留所間及び九州地区の各停留所間の相互間のみでは利用できない。
- 大阪梅田（阪急三番街高速バスターミナル） - （国道423号新御堂筋） - 新大阪（阪急バスセンター） - 千里ニュータウン（桃山台駅） - 千里中央 - （大阪府道2号大阪中央環状線） - 中国池田IC - （中国自動車道） - 宝塚インター - （阪神高速7号北神戸線・新神戸トンネル有料道路) - 三宮バスターミナル - （阪神高速3号神戸線・第二神明道路・神戸淡路鳴門自動車道・山陽自動車道・関門橋・九州自動車道・長崎自動車道） - 大村IC - 諫早IC - （長崎バイパス） - 昭和町 - 大橋 - 長崎駅前ターミナル（交通会館）

## 車内設備
- 独立3列シート
- 化粧室
- テレビ・ビデオ・ラジオ
- 毛布・スリッパ
- おしぼり・コーヒー・お茶（阪急便のみ）

※ かつては県営便にも同様に車内中央にカーポットが置かれ、阪急便同様のサービスを行っていたが、2010年頃に廃止され、代替として翌朝に紙パックの緑茶が乗務員より乗客一人ひとりに対して配布されていた。